# 아지키정
아지키정(安食町)은 지바현 인바군에 일찍이 존재했던 정이다.

## 지리
- 현재의 사카에정 동부에 해당한다.
- 마을은 도네강의 남쪽 기슭에 위치해 있다.
- 마을은 고원과 평지가 뒤섞인 골짜기가 많은 지형이다.

## 역사
- 1889년 4월 1일 - 정촌제 시행에 수반해 시모하부군 아지키촌이 성립하였다.
- 1892년 12월 28일 - 정으로 승격해 아지키정이 되었다.
- 1897년 4월 1일 - 시모하부군이 인바군에 편입되었다.
- 1955년 12월 1일 - 후카마촌과 합병해, 사카에정이 되어, 소멸하였다.

## 인구
| 1891년 | 4,258 |
| 1950년 | 7,128 |
| 1955년 | 7,229 |

## 교통

### 철도
- 일본국유철도 (→ 동일본 여객철도)
  - 나리타선

## 참고문헌
- 角川日本地名大辞典編纂委員会『角川日本地名大辞典 12 千葉県』、角川書店、1984年 ISBN 4-04-001120-1